# Stéphane Audran
Stéphane Audran, nome artístico de Colette Suzanne Jeannine Dacheville (Versalhes, 8 de novembro de 1932 - 27 de março de 2018), foi uma atriz francesa.
Conhecida por suas atuações em filmes como A Festa de Babette, The Big Red One, foi premiada no BAFTA como melhor atriz como Le charme discret de la bourgeoisie e Juste avant la nuit e com o César como melhor coadjuvante em Violette Nozière.
Foi casada com o ator Jean-Louis Trintignant e com o diretor Claude Chabrol, com quem teve um filho, Thomas Chabrol. Audran morreu em março de 2018, aos 85 anos, de causas não reveladas.